# Richard Tice
Richard James Sunley Tice (nascido em setembro de 1964) é um empresário britânico e militante que serviu como presidente do Reform UK de 2019 até 2024.
Tice é CEO do grupo de gestão de activos Quidnet Capital LLP, que tem cerca de £ 500 milhões de imóveis sob gestão. Ele foi CEO do grupo imobiliário CLS Holdings de 2010 a 2014. Ele fez campanha política sobre educação e habitação, e é mais conhecido pelo seu apoio ao Brexit como fundador da Leave Means Leave e ex-co-presidente da Leave.EU.